# Digital Negative
Digital Negative (DNG), "digitalt negativ", är ett filformat för digitala bilder i råformat. Formatet började utvecklas av Adobe Systems som en reaktion på att många kameratillverkare tagit fram egna, inkompatibla format för rådata från digitalkameror.

## Filformatet
Den första specifikationen för DNG publicerades 2004. Formatet utvecklas kontinuerligt och den senaste versionen släpptes 2019. Filformatet bygger på bildformatet TIFF version 6.0 och kan lagra metadata, information om bilderna, antingen som EXIF, IPTC eller XMP-metadata.

## Spridning
Flera mjukvaruföretag och flera kameratillverkare, bland annat Hasselblad, Leica och Pentax, har stöd för DNG-formatet.

## Fotnoter
1. ↑   (på engelska) (PDF) Digital Negative (DNG) Specification (Version 1.6.0.0). San Jose, Kalifornien, USA: Adobe Incorporated. december 2021. https://helpx.adobe.com/content/dam/help/en/photoshop/pdf/dng_spec_1_6_0_0.pdf. Läst 7 mars 2022
2. ↑  ”DNG (Digitala Negativ) – Det offentliga arkivformatet för digitala Camera Raw-data”. Adobe Incorporated. http://www.adobe.com/se/products/dng/. Läst 7 mars 2022.